# Karl Eman Pribram
Karl Emanuel Pribram (auch Karl Přibram; * 2. Dezember 1877 in Prag, Österreich-Ungarn; † 15. Juli 1973 in Washington, D.C.) war ein österreichischer Wirtschaftswissenschaftler. Er ist Mitglied der Medizinerfamilie Pribram.

## Leben
Pribram studierte Rechtswissenschaften an der Universität Prag und promovierte dort 1900 zum Dr. iur. Danach beschäftigte er sich mit ökonomischen Fragen und wurde 1907 mit seiner Geschichte der österreichischen Gewerbepolitik in Politischer Ökonomie habilitiert.
Seit 1907 lehrte Pribram als Privatdozent an der Universität Wien und war von 1909 bis 1921 Sekretär und später auch Generalsekretär der österreichischen Zentralstelle für Wohnungsreform. Parallel dazu war Pribram von 1911 bis 1917 Vizesekretär bei der Statistischen Zentralkommission in Wien und in weiteren statistischen Organisationen aktiv. 1916 wurde seine Venia Legendi auf das Gebiet der Statistik erweitert.
1914 wurde Pribram zum außerordentlichen Professor für Wirtschaftswissenschaften an der Universität Wien ernannt.
Von 1917 an übte Pribram leitende Funktionen in österreichischen Ministerien aus. Er wurde jedoch 1921 beurlaubt, um die Leitung der statistischen Abteilung im Internationalen Arbeitsamt in Genf zu übernehmen. Aus dieser Funktion heraus folgte er im Juni 1928 dem Ruf auf das durch die Emeritierung von Andreas Voigt vakante Ordinariat für Volkswirtschaftslehre an der Universität Frankfurt am Main. Er war zugleich Direktor des Instituts für Wirtschaftswissenschaften. Pribram war bereits 1918 für eine Professur in Frankfurt im Gespräch, und 1925 scheiterte eine Berufung am Veto von Franz Oppenheimer, der sich damals für die Berufung von Adolf Löwe eingesetzt hatte.
Im Jahr 1933 wurde Pribram aufgrund seiner jüdischen Herkunft nach § 3 des Gesetzes zur Wiederherstellung des Berufsbeamtentums in den Ruhestand versetzt. Davor schützte ihn auch seine Teilnahme am Ersten Weltkrieg nicht, denn Mitglieder der Wirtschafts- und Sozialwissenschaftlichen Fakultät und insbesondere deren Nationalsozialistische Nichtordinarien drängten auf Pribrams Rauswurf, da dieser keine Gewähr dafür biete, seine Lehrtätigkeit im Sinne des neuen Staates auszuüben. Nachfolger Pribrams wurde August Skalweit.
Pribram emigrierte 1934 in die USA und war bis 1936 Mitarbeiter der Brookings Institution und danach bis 1942 des Social Security Board in Washington. Von 1942 bis 1959 war er Mitglied der Tariff Commission.
Parallel zu seinen Tätigkeiten in US-amerikanischen Behörden war Pribram von 1939 bis 1952 Professor an der American University in Washington, D.C.
Als ein Akt der Wiedergutmachung führte ihn die Universität Frankfurt seit 1954 wieder als emeritierten Professor.

## Schriften (Auswahl)
- Lohnschutz des gewerblichen Arbeiters nach österreichischem Recht (1904)
- Normalarbeitstag in den gewerblichen Betrieben und im Bergbaue Österreichs (1906)
- Geschichte der österreichischen Gewerbepolitik von 1740 bis 1860, Wien u. Leipzig 1907
- Das erste österreichische Patentgesetz, Wien 1910
- Entstehung der individualistischen Sozialphilosophie (1912)
- Die zweite Expedition. In: Hilfsaktion des Kriegsfürsorgeamtes „Kälteschutz“ (Hrsg.): Kälteschutz 1914–1915. Selbstverlag, Wien 1915, S. 59–63.
- Probleme der internationalen Arbeitsstatistik (1925)
- Unification of Social Insurance (1925)
- World-unemployment and Its Problems in Unemployment as a world-problem (1931) by John Maynard Keynes, Karl Pribram, and Edward Phelan; edited by Philip Quincy Wright
- Equilibrium concept and business cycle statistics (1934), Institut International de statistique, 22nd section, London.
- Cartel Problems; an Analysis of Collective Monopolies in Europe with American Application (1935)
- Social Insurance in Europe and Social Security in the United States: a Comparative Analysis (1937)
- Merit Rating and Unemployment Compensation (1937)
- Principles Underlying Disqualifications for Benefits in Unemployment Compensation (1938)
- Foreign Trade Policy of Austria (1945)
- Conflicting Patterns of Thought (1949)
- Patterns of Economic Reasoning. In: American Economic Review vol. 43 (2), Supplement (1953)
- A History of Economic Reasoning (1983), aus dem Nachlaß und unvollständig herausgegeben von der Johns Hopkins University Press, dt. Geschichte des ökonomischen Denkens: 2 Bde. (Taschenbuch), Frankfurt am Main: Suhrkamp, 1998, ISBN 351828956X